# Köprüağzı, Başkale
Köprüağzı là một xã thuộc thành phố Başkale, tỉnh Van, Thổ Nhĩ Kỳ. Dân số thời điểm năm 2011 là 844 người.